# Карагодеуашх
Карагодеуашх — курган, самый богатый из всех известных памятников синдо-меотского населения Северного Причерноморья. В кургане обнаружено захоронение мужчины и женщины. Датируется последней четвертью IV в. до н. э, географически расположен на правобережье реки Адагум на восточной окраине г. Крымска по ул. Курганной (в 2 км на север от железнодорожной станции Крымская).
Первые раскопки вёл в 1888 г. Е. Д. Фелицын, артефакты хранятся в собрании Государственного Эрмитажа.
Артефакты позволяют восстановить картину погребения меотского вождя. Покойник в богатом облачении и вооружении был привезен на специальной колеснице к месту захоронения, где заранее была построена каменная гробница из двух погребальных камер — для вождя и его жены. Вождь похоронен в более высокой камере, жена (также в богатом ритуальном уборе из золота и серебра) в нижней камере.
Также в гробнице найдены остатки погребальной колесницы с упряжными лошадьми, а также в отдельном дромосе верховой конь.